# Amber Campbell
Amber Campbell (ur. 5 czerwca 1981 w Indianapolis) – amerykańska lekkoatletka specjalizująca się w rzucie młotem.
W 2005 odpadła w eliminacjach na mistrzostwach świata, a w 2008 bez powodzenia startowała w igrzyskach olimpijskich w Pekinie. Jedenasta zawodniczka mistrzostw świata w Berlinie (2009). W sezonie 2011 odpadła w eliminacjach na mistrzostwach świata oraz zdobyła brązowy medal igrzysk panamerykańskich. W 2012 zajęła 13. miejsce w eliminacjach podczas igrzysk olimpijskich w Londynie – najlepsze niedające awansu do finału. Na tej samej pozycji uplasowała się rok później na mistrzostwach świata. Stawała na najwyższym podium mistrzostw Stanów Zjednoczonych (także w rzucie ciężarem).

## Rekordy życiowe
- Rzut młotem – 74,03 (6 lipca 2016, Eugene)
- Rzut ciężarem (hala) – 24,78 (25 lutego 2012, Albuquerque)